# 胡婕妤 (宋哲宗)
胡婕妤（？—1110年），宋哲宗的妃嬪。
胡氏在哲宗时为御侍，宋徽宗崇宁元年（1102年）正月御侍胡氏被封为才人，大观二年（1108年）二月胡才人进封为美人，大观四年（1110年）七月，胡美人卒，赠婕妤。